# Ernst Heinrichsohn
Ernst Heinrichsohn est un policier allemand, membre de la Sipo pendant la Seconde Guerre mondiale, né le 13 mai 1920 à Berlin et mort le 29 octobre 1994 à Goldbach.
Au sein de la police SS, il était sous-officier, avec le grade de SS-Unterscharführer. Pour ses actions pendant la guerre, il a été jugé et condamné dans les années 1980.

## Biographie
Il entre au parti nazi et travaille pour la Gestapo de Berlin en 1940, puis est à Paris l'adjoint de Theodor Dannecker, le chef de la Gestapo responsable du « traitement des juifs ». Il participe à la rafle du Vélodrome d'Hiver en juillet 1942, au cours de laquelle plus de douze mille Juifs français sont arrêtés puis déportés au camp d’extermination d'Auschwitz. En 1943, il est l'adjoint de Kurt Lischka.
Après la guerre, il est avocat à Bamberg (Bavière) et maire de la petite commune de Bürgstadt, dans le district de Miltenberg en Bavière.

### Procès de Cologne
En 1979, Heinrichsohn, Kurt Lischka et Herbert Hagen sont les trois protagonistes du procès de Cologne. Les habitants de Bürgstadt, commune dont Heinrichsohn est maire, se cotisent durant l'instruction et paient les 200 000 DM de caution, pour qu'il puisse rester libre pendant l'instruction. Heinrichsohn est cependant gardé en prison en raison du risque de fuite. Le 11 février 1980, Heinrichsohn est condamné à six ans de prison (Lischka à dix ans, Hagen à douze ans).
Le 16 juillet 1981, la Cour fédérale confirme le jugement.
L'ouverture et la tenue du procès ont été pour Serge et Beate Klarsfeld un succès car cela a récompensé leurs efforts en vue de traduire en justice les responsables allemands et français de la déportation des Juifs. Les peines relativement élevées qui ont été infligées ont constitué une nouveauté dans l'expression du droit allemand. Ernst Heinrichsohn est mort en 1994.